# Pont medieval d'Oix
El Pont medieval d'Oix és una obra del municipi de Montagut i Oix (Garrotxa) inclosa en l'Inventari del Patrimoni Arquitectònic de Catalunya.

## Descripció
Aquest pont servia per travessar les aigües de la riera de la Vall del Bac. El pont és d'origen medieval. Al pont hi ha un cartell que diu: “Pont medieval, que segons diu la llegenda, utilitzava el senyor de la La Quera de Talaixà, el baró, per fer ús del dret de cuixa a donzelles del veïnat de Santa Bàrbara de Pruneres.”